# El Siglo (Uruguay)
El Siglo fue un periódico uruguayo.
Fue fundado en 1863 y contó con la primera imprenta a vapor del Uruguay. Uno de sus primeros redactores fue Martín C. Martínez. 
Entre 1908 y 1930 fue su principal propietario Santiago Fabini, hermano mayor del famoso músico y compositor Eduardo Fabini.
Santiago Fabini fue propietario también de los diarios La Razón y El Telégrafo.
Escribieron en él varios intelectuales de la talla de Adolfo Vaillant, Lisset Ocaño, José Pedro Ramírez, Elbio Fernández, Fermín Ferreira y Artigas, Carlos María Ramírez, Julio Herrera y Obes, Juan A. Ramírez y Pablo de María.